# Anastathes nigricornis
Anastathes nigricornis är en skalbaggsart som först beskrevs av Thomson 1865.  Anastathes nigricornis ingår i släktet Anastathes och familjen långhorningar. Inga underarter finns listade i Catalogue of Life.